# Stanley Kamel
Stanley Kamel (South River, Nova Jersey, 1 de janeiro de 1943 – Hollywood Hills, Califórnia, 8 de abril de 2008) foi um ator norte-americano.

## Biografia
Kamel iniciou sua carreira de ator fora da Broadway e estreou na televisão com um papel em Days of Our Lives como Eric Peters. Foi encontrado morto em 8 de Abril de 2008, aos 65 anos, em seu apartamento em Los Angeles, vítima de um ataque cardíaco.
Um dos seus últimos trabalhos foi a participação na série de TV Monk como o psiquiatra Dr. Charles Kroger que trata de Adrian Monk que sofre de transtorno obsessivo compulsivo (TOC) e diversas fobias.
O seriado dedicou um episódio tratando da morte do personagem.
Kamel esteve em várias séries de TV nos últimos anos, incluindo:
- "The West Wing";
- "Six Feet Under";
- "Melrose Place";
- "Beverly Hills 90210": em que interpretou o mafioso Tony Marchette; e
- "Star Trek: The Next Generation".